# Tierra Blanca (Cartago)
Tierra Blanca est un quartie de Costa Rica fait partie du canton de Cartago, dans la province du même nom.